# Эрифры (Иония)
Эрифры (др.-греч. Ἐρυθραί) — один из 12 городов Ионийского союза в области Иония на побережье Малой Азии. Расположен в 22 километрах к северо-востоку от порта Кисс (современное название Чешме), на небольшом полуострове на равном расстоянии от гор Мимант и Корик, прямо напротив острова Хиос. На полуострове производилось превосходное вино.
Эрифры были примечательны тем, что здесь обитала пророчица, председательствующая над оракулом Аполлона — Сивилла Эрифрейская.

## История
Павсаний сообщает, что Эрифры были основаны критскими поселенцами под руководством Эрифра (в переводе «Красного»), сына Радаманта. Город занимали критяне, ликийцы, карийцы и жители Памфилии. В более поздний период пришел Кноп, сын Кодра, собрал людей из ионических городов и поселил их в Эрифрах, из-за чего город иногда называют Кнопополь (Κνωπούπολις). Город лежал не на побережье, а немного подальше от берега, и имел гавань на побережье под названием Кисс. По Страбону Эрифры в Ионии были колонией беотийских Эрифр.
В VII веке до нашей эры Эрифры были членом Панионийского союза. В течение VII века до н. э. Эрифры вели войну против соседнего острова Хиос. Город получил известность как производитель жерновов в период тиранического правления.
Эрифры никогда не были большим городом, он послал только восемь кораблей битве Ладе.
Эрифры считаются родиной двух пророчиц, одна из которых Сибилла, другая, Афинаида, жила во времена Александра Македонского.
Примерно в середине IV века до н. э. город сблизился с Мавсолой. Примерно в то же время город подписал договор с Гермием, тираном Асса и Атарнея, о взаимной помощи в случае войны.
В 334 году до н. э. город обрел свободу благодаря Александру Македонскому.
Когда Александр вернулся в Мемфисе в апреле 331 года до н. э., посланники из Греции ждали его, сказав, что оракулы в Эрифрах, которые молчали в течение длительного времени, вдруг заговорили и подтвердили, что Александр был сыном Зевса.
После смерти Аттала III в 133 году до н. э. Эрифры процветали в качестве свободного города, но были прикреплены к римской провинции Азия.
В это время Эрифры были известны своим вином, козами, древесиной и жерновами, а также пророчествами.
В римский период город был разграблен и его значение исчезло после землетрясений в I веке нашей эры.
Город пережил возрождение при поздней Римской империи и в византийский период.
С середины XVIII века до начала XX века город вел активную торговлю с Хиосом и Смирной (современный Измир) .

## Описание
В городе было два весьма древних храма — храм Геракла, в котором находилась обладавшая чудесными свойствами статуя бога, и храм Афины Полиады.

## Раскопки
Археологические раскопки ведутся в турецкой деревне Илдыр. Руины включают хорошо сохранившиеся эллинистические стены с башнями, из которых пять все ещё видны. Акрополь (280 футов) имеет амфитеатр на северном склоне, и на востоке лежит много остатков византийских зданий.
Во время раскопок, начиная с 1964 года, были открыты греческий театр, гробница, алтарь для жертвоприношений (V века), римская вилла с мозаичным полом (II века).

## Известные жители
- Афинаида – провидица IV века до н. э.
- Гиппий Эритрейский (Ιππίας ο Ερυθραίος) — греческий историк, автор утерянной истории Эрифр, единственный фрагмент из первой книги которой сохранился в переложении Афинея в «Пире мудрецов»[9].
- Эпиферс из Эритр[греч.] — кулачный боец, чемпион Олимпийских игр по кулачному бою 184 и 180 гг. до н. э.[10]